# Flo Fagerli
Flo Fagerli, född 2003, är en norsk skådespelare, med erfarenhet både i film, TV och teater.
Hon inledde sin karriär som barn, med en roll i NRK Super’s Lesekorpset 2011. 
Fagerli har medverkat i filmer som The Ugly Stepsister och Nr. 24, samt i TV-serier som Kupol 16 , Makten, Tilt  och Tordyveln flyger i skymningen.